# كلية الطب (جامعة الجزيرة)
إحدى كليات جامعة الجزيرة في السودان وموقعها في مدينة ودمدني حاضرة  ولاية الجزيرة

## التأسيس
تأسست في 9 نوفمبر 1975 في مدينة ود مدني

## مميزاتها
تعد كلية الطب جامعة الجزيرة من أفضل كليات الطب في الوطن العربي وأفريقيا ، وحازت علي : جائزة الشيخ حمدان بن راشد آل مكتوم للعلوم الطبية، لكلية الطب بـ جامعة الجزيرة بصفتها أفضل كلية طب في الوطن العربي للعام 2002 م.